# Jakub Trzecieski
Jakub Piotr Ignacy Trzecieski herbu Strzemię (ur. 1766 w Ladzinie - zm. 19 października 1830 w Dynowie) – rotmistrz pułku pancernego, utworzył wśród mieszczan Dynowską Gwardię Narodową. 
Syn  Stanisława Jana Trzecieskiego  odziedziczył Dynów, Igiozê i Łubno. Kupił Olchowę i Sielec, a także Miejsce Piastowe i Lubatówkę. Zarządzał wiele lat Żohatynem. 
Ok. 1814 r. wzniósł w odziedziczonym Dynowie dwór o klasycyzujących formach, który zachował się do czasów II wojny światowej. Kilka lat przed wybudowaniem posiadłości ożenił się z Franciszką Głogowską i miał z nią sześcioro dzieci: Józef, Hieronim, Henryk, Stanisław, Katarzyna i Antonina. W 1817 został członkiem Stanów Galicyjskich.